# Óscar Montalvo
Pour les articles homonymes, voir Montalvo.
Óscar Montalvo Finetti, né à Puerto Pimentel au Pérou le 20 mars 1937 et mort en novembre 2006, est un footballeur péruvien qui jouait au poste de milieu de terrain avant de devenir entraîneur.

## Biographie

### Carrière de joueur
Óscar Montalvo commence sa carrière au Deportivo Municipal de Lima en 1957. Après un passage par le Ciclista Lima au début des années 1960, il s'envole vers l'Espagne au Deportivo La Corogne où il joue 107 matchs (pour 30 buts marqués) entre 1962 et 1967. Après une pige au Real Oviedo entre 1967 et 1968, il retourne au Pérou et termine sa carrière en 1971 au Deportivo Municipal, club où il avait fait ses débuts.
International péruvien, Óscar Montalvo compte sept sélections entre 1959 et 1962 (aucun but marqué). Il joue notamment contre l'Uruguay lors du championnat sud-américain de 1959 en Argentine. Il dispute également deux matchs des qualifications à la Coupe du monde 1962 les 30 avril et 7 mai 1961 contre la Colombie.

### Carrière d'entraîneur
Devenu entraîneur, Óscar Montalvo entraîne le Deportivo Junín en 1974. En 1988, on le retrouve à la tête du Sporting Cristal mais il est remplacé en fin de saison par Alberto Gallardo.
Formateur de jeunes, il a repéré notamment Jefferson Farfán –  future star du football péruvien des années 2000 – à ses débuts.